# Izgrev, Iambol
Izgrev (în bulgară Изгрев) este un sat în comuna Elhovo, regiunea Iambol,  Bulgaria. 

## Demografie
Componența etnică a satului Izgrev
     Turci (1,67%)
     Bulgari (80,73%)
     Romi (15,41%)
     Nicio identificare (0,83%)
     Altele (1,34%)
La recensământul din 2011, populația satului Izgrev era de 597 locuitori. Din punct de vedere etnic, majoritatea locuitorilor (80,73%) erau bulgari, existând și minorități de romi (15,41%) și turci (1,67%). Pentru 0,83% din locuitori nu este cunoscută apartenența etnică.